# مستشفى عاقلة
مستشفى عاقلة، إحدى أقدم مستشفيات القطاع الخاص في الأردن. تقع في شارع عبد المنعم رياض في منطقة جبل عمّان في مدينة عمّان عاصمة الأردن، أسس المستشفى الدكتور علي إسماعيل عاقلة سنة 1960.

## التاريخ
في عام 1960 قرر الدكتور علي عاقلة أن ينشئ مستشفى للولادة في الأردن، اشترى دونمين في منطقة جبل عمّان وكانت المنطقة في تلك الفترة تخلو من الأبنية وكانت الأرض حولها، وعلى امتدادها، مزروعة بالقمح والشعير وبعد أن قام ببناء المستشفى قام بتجهيزه ليكون أول مستشفى خاص للولادة في الأردن.
يقول د. علي: «قررت أن أسميه مستشفى» عاقلة«، وقد جاء اسم عاقلة من جدتي حيث كانوا يطلقون علينا اولاد عاقلة، ومن هنا جاء اسم العائلة والذي أصبحنا ننتسب له الآن».
كانت البدايات مبشرة فقد كان هناك إقبال كبير من النساء للولادة في هذا المستشفى والذي أصبح يستقبل عشرات الحالات يوميا من كافة محافظات المملكة. وكانت تكاليف الولادة وقتها (5) دنانير تشمل الولادة والإقامة ليوم أو يومين وتطهير الطفل الذكر.
و في عام 1966 توسعت المستشفى لتشمل تخصصات أخرى، ولا تزال عاملة في تخصصات النسائية والتوليد والأطفال والباطنية والجراحة العامة.
ولد في مستشفى عاقلة العديد من الشخصيات البارزة في الأردن من وزراء ونواب وأساتذة واقتصاديين ورجال أعمال.

## التخصصات الطبية والأقسام
- النسائية والتوليد.
- الإخصاب وعلاج العقم وأطفال الأنابيب.
- أمراض الأطفال العامة.
- قسم الخداج وحضانة المواليد.
- الجراحة العامة.
- جراحة العظام.
- أمراض الباطنية العامة.
- وحدة العناية المركزة (I.C.U).
- وحدة غسيل الكلى.
- تصوير الأشعة السينية (X-Ray) والأشعة المقطعية (CT scan).
- المختبر.
- الطوارئ.